# Jean-Baptiste Joseph Breton de la Martinière
Pour les articles homonymes, voir Breton (homonymie).
Jean-Baptiste Joseph Breton, dit de la Martinière (16 novembre 1777, Paris - 6 janvier 1852, Paris), grand acteur de la sténographie judiciaire en France, cofondateur et gérant de la Gazette des Tribunaux.

## Biographie
Né à Paris d'une famille originaire de Pont-à-Mousson, Jean-Baptiste Joseph Breton a appris la sténographie très jeune, avec Théodore-Pierre Bertin qui avait, dès 1792, publié à Paris une traduction de la méthode inventée par Taylor et publiée à Londres en 1786.
Breton est sans doute le premier praticien véritable de la sténographie en France en dépit des tentatives antérieures tant formelles que pratiques de Jean-Félicité Coulon de Thévenot. Jean-Baptiste Breton sténographie avec Igonel les cours de l’École normale de l'an III.
Il a rapidement fondé le groupe des sténographes de l'Assemblée Législative et en a sténographié les débats à partir de 1792. Il redevint sténographe parlementaire en 1815 et le resta jusqu'à sa mort. En étant l'un des fondateurs, en 1831, de la revue Le sténographe des Chambres, il fut à l'origine d’une organisation qui perdure toujours, puisque plusieurs dizaines de personnes sont encore en charge, au Sénat comme à la Chambre, de préparer les comptes rendus des séances, nécessaires pour un travail efficace des parlementaires et essentiels aussi pour la transparence démocratique des débats.
Par ailleurs, il a sténographié les grands procès (celui de Babeuf, par exemple) et les cours de savants célèbres, comme Lagrange, Berthollet et Broussais. Il est entré, en 1815, au Journal des Débats de Louis-François Bertin et il y est resté jusqu'à sa mort en 1852, travaillant également à la Gazette de France, au Journal général et au Journal de Paris. Il a été, en 1825, l'un des fondateurs de la Gazette des tribunaux, dont il a été gérant jusqu'à sa mort, le fils de Théodore-Pierre Bertin, qu'il avait lui-même élevé, le remplaçant alors. Il fut aussi un collaborateur permanent du Moniteur universel.
Grand acteur de la sténographie judiciaire en France, il est le cofondateur et gérant de la Gazette des Tribunaux.
Connaissant presque toutes les langues de l'Europe (il a traduit un ouvrage sur les mœurs et coutumes de Belsazar Hacquet ainsi que de nombreux autres ouvrages), il était aussi interprète-traducteur officiel en langues étrangères (anglais, allemand, espagnol, flamand, hollandais, italien) auprès des tribunaux.
D'après la notice biographique publiée par Olivier Loyer (Paris, 1904), c'était, apparemment, un homme qui avait « réussi », tout en ayant été un « témoin intelligent et désintéressé de plusieurs révolutions et de nombreux changements de pouvoir, qu'il a observés d'un œil bienveillant
et en philosophe, en classant chaque fait dans sa mémoire qui était prodigieuse, et en poursuivant, impassible, sa carrière de travailleur ».